# Ephraim Moses Pinner
Ephraim Moses (Moritz) b. Alexander Süsskind Pinner (geboren 1800 oder 1803 in Pniewy; gestorben 1880 in Berlin) war ein Talmudgelehrter und Archäologe. Er unternahm den ersten Versuch, den gesamten Talmud in eine moderne Sprache (das Deutsche) zu übersetzen; von den geplanten 28 Bänden erschien nur der erste im Druck. Pinner begutachtete hebräische Manuskripte aus der Sammlung Firkowitsch; in diesem Rahmen beschrieb er als erster den später so benannten Codex Leningradensis, das älteste komplett erhaltene Manuskript der Hebräischen Bibel.

## Leben und Werk
Ephraim Moses Pinner studierte Talmud bei Rabbi Jakob von Lissa, war Schüler des Lissaer Rabbinatsverwesers R. Löb Kalischer sowie des R. Akiva Eger. 1823 immatrikulierte er sich als Medizinstudent an der Berliner Friedrich-Wilhelms-Universität. Er belegte aber auch Vorlesungen in Philosophie, Arabistik und Geographie und schloss sein Studium zehn Jahre später in Leipzig mit dem Grad eines Dr. phil. ab.

### Talmudübersetzung
1831 veröffentlichte Ephraim Moses Pinner in Berlin Auszüge aus dem Babylonischen und dem Jerusalemer Talmud in deutscher Sprache, um Subskribenten für die von ihm geplante, auf 28 Bände angelegte Übersetzung des gesamten Talmud ins Deutsche zu werben. Pinner hielt dieses große Übersetzungswerk für notwendig, weil die Hebräisch- und Aramäischkenntnisse so nachgelassen hatten, dass viele Juden im deutschsprachigen Raum das Original nicht mehr lesen konnten. Sie konnten folglich auch antijüdischen Klischees über den Talmud nichts entgegensetzen. Pinner gewann fast tausend Subskribenten, darunter bekannte Persönlichkeiten wie Nikolaus I. von Russland (dem Pinner sein Werk widmete), Friedrich Wilhelm IV. von Preußen, Wilhelm I. von Holland, Leopold I. von Belgien und Friedrich VI. von Dänemark. Nikolaus I. verfolgte eine Politik, die darauf zielte, die jüdische Bevölkerung in Russland zwangsweise zu assimilieren, unter anderem durch den Militärdienst. Da das traditionelle Talmudstudium als Hindernis für die Assimilation gesehen wurde, förderte der Zar die Übersetzung ins Deutsche großzügig und nahm selbst hundert Exemplare des ersten Bandes ab. Doch Pinner wollte mit seiner Übersetzung das Talmudstudium beleben. Daran war die russische Regierung nicht interessiert. Der Zar kündigte seine Subskription, und damit brach Pinners Übersetzung die finanzielle Basis weg.
Der erste Band, Berachot, wurde 1842 in Berlin gedruckt. Zu Beginn waren 18 halachische Unbedenklichkeitserklärungen (Haskamot) abgedruckt, die Pinner von bedeutenden westeuropäischen Rabbinern und Talmudgelehrten eingeholt hatte; die Autoritäten des osteuropäischen Judentums lehnten eine Übersetzung des Talmud grundsätzlich ab. Der Chatam Sofer stellte Pinner eine Haskama aus, die er aber auf Wunsch mehrerer Rabbiner anschließend wieder zurückzog. Die Seiten des Foliobandes zeigten das traditionelle Layout: auf einer Seite der Talmud mit Raschis Kommentar und Tosafot, auf der gegenüberliegenden Seite zwei Übersetzungen Pinners: eine sehr wörtliche und eine in gehobenem Deutsch. Außerdem bot Pinner einen hebräischen Kommentar, der sich auf die Traditionsliteratur stützte.
Pinners Talmudübersetzung war auch innerjüdisch umstritten; Traditionalisten fürchteten, dass die nichtjüdische Umwelt ein solches Werk eher gegen das Judentum einsetzen würde, während jüdische Reformer im Talmudstudium generell ein Hindernis für den Fortschritt sahen. Vertreter der Wissenschaft des Judentums fanden in dem einzigen erschienenen Band Berachot sowohl methodische Mängel als auch sachliche Fehler.

### Denkschriften
Ab 1841 wohnte Pinner in Berlin. Er verfasste Denkschriften zur bürgerlichen Gleichstellung der Juden, die er im Selbstverlag veröffentlichte. Die Verwendung der deutschen Sprache im Synagogengottesdienst lehnte er aus halachischen Gründen ab. Er schloss sich der Austrittsgemeinde des Rabbiners Esriel Hildesheimer an.

### Nachlass
Die Privatbibliothek Pinners umfasste über 3000 Bände. Sie wurde 1882 von der Königlichen Bibliothek zu Berlin angekauft.

## Veröffentlichungen (Auswahl)
- Compendium des Hierosolymitanischen und Babylonischen Thalmud: ein Beitrag zur Geschichte der Israeliten und eine Probeschrift der zu erscheinenden deutschen Uebersetzung des ganzen Thalmud. Berlin 1832 (Digitalisat).
- Babylonischer Talmud, Tractat Berachoth, Segensprüche. Mit deutscher Uebersetzung, den Commentaren Raschi und Tosephoth. Berlin 1842 (Digitalisat).
- Prospectus der der Odessaer Gesellschaft für Geschichte und Alterthümer gehörenden ältesten hebräischen und rabbinischen Manuscripte, ein Beitrag zur biblischen Exegese, nebst einer lithographierten Faksimile des Buches Habakuk aus einem Ms. v. J. 1016. Odessa 1845 (Digitalisat).
- Offenes Sendschreiben an die Nationen Europas und an die Stände Norwegens, 1848
- Was haben die Israeliten in Sachsen zu hoffen und was ist ihnen zu wünschen? Leipzig 1853
- Denkschrift für die Juden Preußens, besonders für die Juden Berlins, oder gründliche Darstellung der den jüdischen Vorständen zustehenden Rechte in religiöser, politischer und gesetzlicher Hinsicht, Berlin 1856